# Abu Auda
Der Abu Auda (auch Abu ’Awdah bzw. Joz Abu ’Auda) ist die höchste Erhebung im Gazastreifen (Palästinensische Autonomiegebiete). Der Berg erhebt sich 105 Meter über dem Meeresspiegel. Er befindet sich im Süden des Gouvernements Rafah, unmittelbar südlich des Internationalen Flughafens Jassir Arafat.

## Karte
- г[ора] Джауз Абу-Аеде und ур[очище] Абу-Оде auf der Sowjetischen Generalstabskarte 1:50.000, Blatt H-36-33-Б, 1987 (Scan)